# Ventana de Neptuno
Ventana de Neptuno är ett bergspass i Antarktis. Det ligger i Sydshetlandsöarna. Argentina, Chile och Storbritannien gör anspråk på området. Ventana de Neptuno ligger 1 meter över havet.
Terrängen runt Ventana de Neptuno är kuperad västerut, men norrut är den platt. Havet är nära Ventana de Neptuno söderut. Trakten är glest befolkad. Närmaste befolkade plats är Gabriel de Castilla Spanish Antarctic Station, 7,3 kilometer väster om Ventana de Neptuno. 